# Achille Souchard
Alphonse Achille Souchard (ur. 17 maja 1900 w Allonnes, zm. 20 września 1976 w Paryżu) – francuski kolarz szosowy, złoty medalista olimpijski.

## Kariera
Największy sukces w karierze Achille Souchard osiągał w 1920 roku, kiedy w drużynowej jeździe na czas Francuzi w składzie: Achille Souchard, Fernand Canteloube, Georges Detreille i Marcel Gobillot zwyciężyli podczas igrzysk olimpijskich w Antwerpii. Był to jedyny medal wywalczony przez Soucharda na międzynarodowej imprezie tej rangi. Na tych samych igrzyskach w rywalizacji indywidualnej zajął dziesiątą pozycję. Poza igrzyskami jego największe sukcesy to między innymi: zwycięstwo we francuskim wyścigu Paryż-Évreux w latach 1919, 1920 i 1923 oraz Giro della Provincia Milano w 1925 roku. Ponadto pięciokrotnie zdobywał złote medale szosowych mistrzostw Francji, nigdy jednak nie zdobył medalu na szosowych mistrzostwach świata.